# Fadrique Enríquez
Fadrique Enríquez (c. 1390-23 de diciembre de 1473) fue un noble castellano, hijo de Alfonso Enríquez, almirante de Castilla, y de su esposa Juana de Mendoza. Fue el II almirante de Castilla y II señor de Medina de Rioseco, Aguilar de Campoo y otras muchas villas.

## Orígenes familiares

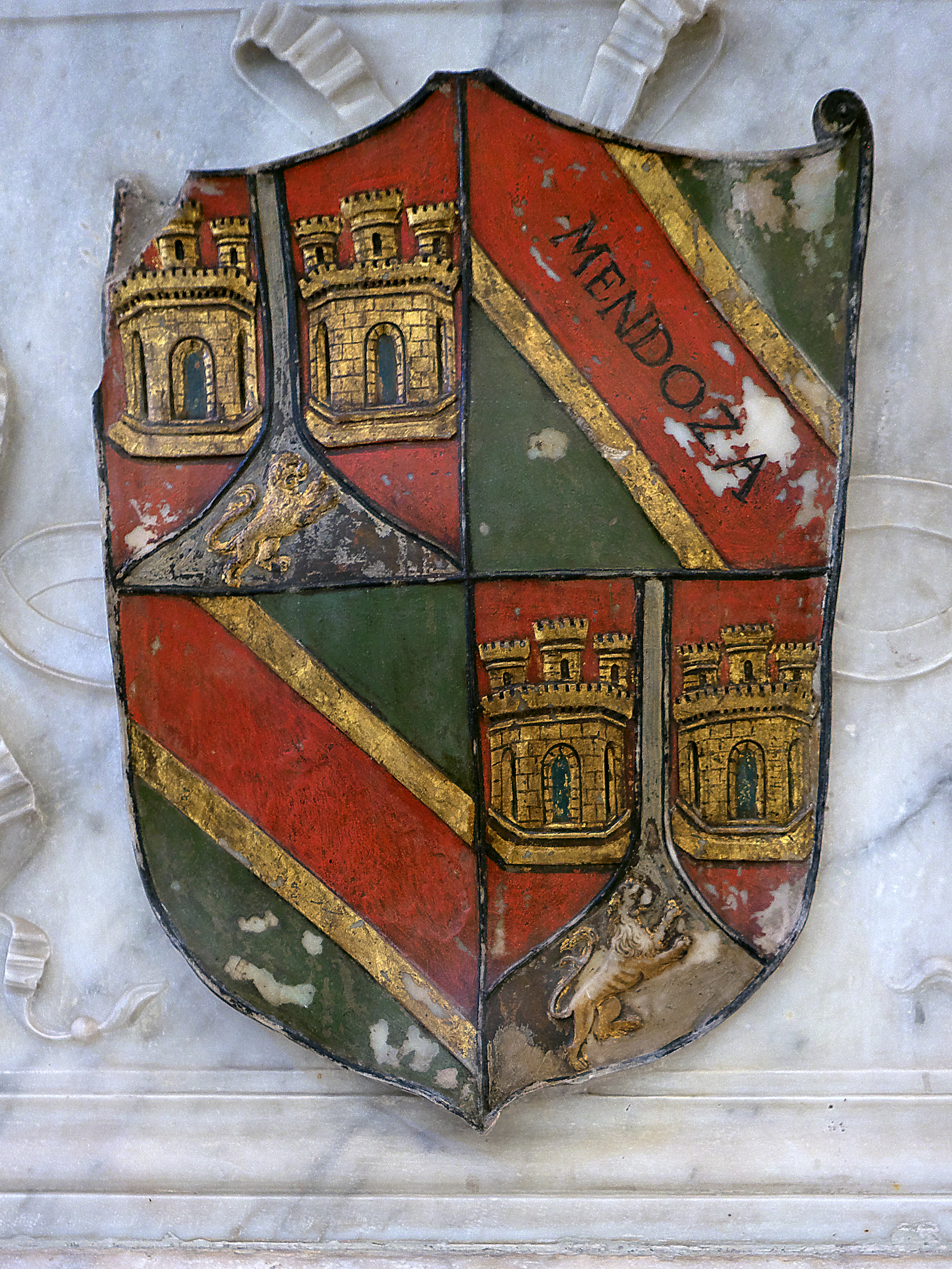
Escudo Mendoza-Enríquez en la Cartuja de Sevilla

Hijo de Alfonso Enríquez de Castilla, almirante de Castilla, y de su esposa Juana de Mendoza, sus abuelos paternos fueron Fadrique Alfonso de Castilla, maestre de la Orden de Santiago, y abuela desconocida, mientras que los abuelos maternos fueron Pedro González de Mendoza, señor de Hita y Buitrago, y su esposa Aldonza de Ayala.

## Biografía
Fadrique Enríquez formaba parte de los que se alzaron, en unión con otros nobles, contra el Condestable de Castilla Álvaro de Luna, quién los venció en 1445 en la primera batalla de Olmedo, y en la cual Fadrique fue hecho prisionero. Juan II de Castilla incorporó a la corona todas las villas, lugares, fortalezas y bienes del almirante, al que más tarde perdonó. 
Fundó el monasterio de Nuestra Señora de la Esperanza de Valdescopezo, cerca de Medina de Rioseco, actualmente desaparecido. Otorgó testamento el 10 de marzo de 1473, fundando el mayorazgo de Medina de Rioseco a favor de su hijo primogénito, Alfonso; el de Tarifa y Rueda a favor de su hijo Pedro; el de Villada y Villavicencio de los Caballeros a favor de Enrique; y el de Vega de Ruiponce a favor de Francisco, todos hijos suyos y todos con cláusulas de rigurosa agnación.

## Muerte y sepultura
Falleció el 23 de diciembre de 1473 y recibió sepultura en el desaparecido monasterio de Nuestra Señora de Valdescopezo, situado cerca del municipio vallisoletano de Medina de Rioseco. Él y su esposa estaban sepultados en un sepulcro de alabastro, actualmente desaparecido, colocado en el centro del crucero de la iglesia del monasterio.
En el mismo monasterio recibieron sepultura varios de sus familiares, aunque nada se conserva de la sepultura de todos ellos, ya que consta que en 1848 el monasterio ya había sido demolido como consecuencia de la construcción del canal de Castilla.

## Matrimonios y descendencia
Fadrique contrajo matrimonio en 1425 con Marina Fernández de Córdoba, señora de Casarrubios, y tuvieron una hija: 
- Juana Enríquez (c. 1425-1468), reina consorte por su matrimonio con Juan II de Aragón y madre de Fernando II de Aragón.

Fadrique volvió a casar en 1432, con Teresa Fernández de Quiñones, hija de Diego Fernández de Quiñones y de su esposa María de Toledo y Ayala, nieta paterna de Diego Fernández Vigil de Aller, señor de Vigil del Concejo de Siero y Lillo, y de su esposa Leonor Suárez de Quiñones, señora de Lena, y nieta materna de Fernán Álvarez de Toledo y de su esposa Leonor de Ayala. Fruto de su segundo matrimonio nacieron nueve hijos: 
- Alonso Enríquez de Quiñones (c. 1433-1485), fue el III almirante de Castilla, que heredó de su padre según el mayorazgo que fundó a favor de sus hijos. También heredó Medina de Rioseco, Torrelobatón, Villabrágima y otras villas.[1]
- Pedro Enríquez de Quiñones (m. 1492), señor de Tarifa y adelantado mayor de Andalucía.[5]
- Enrique Enríquez de Quiñones (m. 1504). Recibió de su padre las villas de Villada y Villavicencio.[5] Fue comendador de Montalbán en la Orden de Santiago, almirante de Sicilia, y mayordomo mayor de Fernando II de Aragón. Contrajo matrimonio con María de Luna,[5] hija de Pedro de Luna y Manuel, señor de Fuentidueña, y de María de Ayala.
- Francisco Enríquez de Quiñones (m. 1491), señor de Vega de Ruiponce, que heredó de su padre y que después volvería al cabeza del linaje al no tener sucesión.[5] Se casó con Elvira Manrique, señora de Baños e hija de Fadrique Manrique de Castilla de quien heredó el señorío, y de Beatriz de Figueroa, señora de Rebolledo de la Torre. A su muerte estaba casado con Inés Girón, dama de la reina Isabel la Católica, e hija natural de Pedro Girón.[6]
- María Enríquez de Quiñones quien casó con García Álvarez de Toledo y Carrillo de Toledo, I duque de Alba.
- Leonor Enríquez de Quiñones (m. 1471). Contrajo matrimonio con Álvar Pérez Osorio, II conde de Trastámara, I marqués de Astorga, y señor del condado de Villalobos.[7]
- Inés Enríquez de Quiñones (m. 1488), esposa de Lope Vázquez de Acuña, II conde de Buendía. Fue sepultada en la iglesia de Santa María la Mayor de Dueñas.
- Aldonza Enríquez de Quiñones (1450-1520), casada con Joan Ramon Folc IV de Cardona, I duque de Cardona.
- Blanca Enríquez de Quiñones, monja en el monasterio de Santa Clara de Palencia.[c]